# Sesbania subalata
Sesbania subalata är en ärtväxtart som beskrevs av Jan Bevington Gillett. Sesbania subalata ingår i släktet Sesbania och familjen ärtväxter. Inga underarter finns listade i Catalogue of Life.